# 하트가 빛나는 순간
《하트가 빛나는 순간》은 2021년 9월 28일부터 2021년 12월 21일까지 방송된 EBS 1TV 청소년 드라마이다.

## 기획 의도
SNS ‘하트’ 개수로 자신의 가치가 매겨지는 시대, 디지털 세상에 둘러싸여 살아가는 이 시대의 10대를 응원하는 디지털 리터러시 교육 드라마이다.

## 출연자 소개

### 주요 인물
- 최지수 : 최빛나라 역
- 오재웅 : 서준영 역
- 정수빈 : 차석진 역
- 신소현 : 한초현 역

### 빛나라의 삼총사
- 김아영 : 박지혜 역
- 배유진 : 이서우 역

### 기타 인물
- 이민조 : 강제니 역
- 이소라 : 류시아 역